# Pristimantis cryptomelas
Pristimantis cryptomelas är en groddjursart som först beskrevs av Lynch 1979.  Pristimantis cryptomelas ingår i släktet Pristimantis och familjen Strabomantidae. IUCN kategoriserar arten globalt som starkt hotad. Inga underarter finns listade i Catalogue of Life.